# Schlacht von Karthago (698)
Frühe Schlachten
Mu'ta – Tabūk – Dathin – Firaz
Arabische Eroberung der Levante
Qartin – Bosra – Adschnadain – Mardsch ar-Rahit – Fahl – Damaskus – Mardsch ad-Dibadsch – Emesa – Jarmuk – Jerusalem – Hazir – Aleppo
Arabische Eroberung Ägyptens 
Heliopolis – Alexandria – Nikiou
Umayyadische Eroberung Nordafrikas
Sufetula – Vescera – Karthago
Umayyadidische Invasion Anatoliens
 und Konstantinopels
Eiserne Brücke – Germanikeia – 1. Konstantinopel – Sebastopolis – Tyana – 2. Konstantinopel – Nikäa – Akroinon
Arabisch-byzantinischer Grenzkrieg
Kamacha – Kopidnadon – Krasos – Anzen und Amorion – Mauropotamos – Lalakaon – Bathys Ryax
Sizilien und Süditalien
1. Syrakus – 2. Syrakus – Feldzüge des Maniakes
Byzantinischer Gegenschlag
Marasch – Raban – Andrassos – Feldzüge des Nikephoros Phokas – Feldzüge des Johannes Tzimiskes – Orontes – Feldzüge Basileios’ II. – Azaz
Seeoperationen
Phoinix – Muslimische Eroberung Kretas – Thasos – Damiette – Thessalonike – Byzantinische Rückeroberung Kretas
Die Schlacht von Karthago war eine Auseinandersetzung zwischen den arabischen Truppen des Kalifen Abd al-Malik bzw. seines Statthalters Hassān ibn an-Nuʿmān und dem Byzantinischen Reich (Ostrom) in der Zeit  der islamischen Expansion. Mit der Niederlage endete das byzantinische Exarchat von Karthago und mit der anschließenden Eroberung weiterer Städte die byzantinische Herrschaft in Nordafrika.

## Vorgeschichte
Der erste Versuch einer Eroberung des Maghrebs unter dem Kalif Yazid I. bzw. seines Statthalters ‘Uqba ibn Nāfi‘ scheiterte 685. Als der Kalif Abd al-Malik den Bürgerkrieg um das Kalifat (zweite Fitna 680–692) für sich und die Umayyaden entschied, ernannte er Hassān ibn an-Nuʿmān 695 zum Statthalter von Ifrīqiya und befahl die Fortsetzung der Eroberung des Maghrebs.
Ḥassān gelang zwar 697 die Eroberung des byzantinischen Karthagos, doch sandte der byzantinische Kaiser Leontios umgehend eine Flottenexpedition aus, um die Stadt zurückzuerobern. Der Flotte, unter dem Droungaros Apsimar, und den Landungstruppen, unter dem Befehl von Johannes dem Patrizier, gelang es mit einem Überraschungsangriff, erst den Hafen und dann die Stadt zu erobern. 
Ḥassān stellte daraufhin im Frühling 698 eine etwa 40.000 Mann starke Armee in Kairo auf, um Karthago erneut zu erobern. Die Byzantiner versuchten mit Hilfe der verbündeten Berber ihre Garnison zu verstärken. In Erwartung der großen arabischen Armee nahmen die Byzantiner sogar Kontakt mit ihren Feinden, den Westgoten und Franken auf. Lediglich der westgotische König Witiza schickte 500 Mann zur Verteidigung, offenbar um mit geringem Aufwand die Südgrenze der iberischen Halbinsel zu sichern.

## Verlauf
Als Ḥassān 698 die Stadtmauern erreichte, begann er umgehend mit der Belagerung. Da sich die Bevölkerung sehr über die Eroberung seitens Byzanz gefreut hatte, stellte er die Belagerten vor die Wahl, sich entweder zu ergeben oder zu sterben. Ebenso gab der byzantinische Kaiser seinen Generälen den Befehl, die Stadt bis zum Letzten zu halten oder zu sterben. Ausbrüche seitens der Byzantiner konnten von den Arabern erfolgreich abgewehrt werden. Offensichtlich gelang es den Byzantinern nicht, sich mit der Berberanführerin Kāhina, die den Arabern feindlich gesinnt war, zu einem Befreiungsschlag zu koordinieren. Schließlich gelang es Hassān ibn an-Nuʿmān, die Stadt auch von der Versorgung durch Schiffe abzuschneiden und Karthago schließlich im Sturm zu erobern. Die byzantinischen Befehlshaber und ein Teil ihrer Getreuen konnten sich vor der endgültigen Besetzung der Stadt über den Seeweg Richtung Kreta absetzen.

## Folgen
Karthago wurde endgültig zerstört.
Johannes der Patrizier wurde infolge eines Verschwörungsversuchs von Apsimar ermordet. Nach der Rückkehr nach Konstantinopel usurpierte Apsimar erfolgreich den byzantinischen Thron und war fortan als Tiberios II. (III.) Apsimar bekannt.
Nach dem Sieg der Araber gelang es Ḥassān jedoch nicht, die einheimischen Berberstämme zu besiegen. So erlitt er am Nin eine schwere Niederlage gegen die unter ihrer Anführerin Kāhina vereinigten Berber. Ḥassān musste sich schließlich sogar in die Cyrenaika (Tripolitanien) zurückziehen. Die Berber unter ihrer Anführerin Kāhina konnten erst 701 in der Schlacht bei Taharqa besiegt werden. Da Kāhina während der Flucht starb, war der vereinte anti-islamische Widerstand der Berber im Maghreb gebrochen.